# Deakivți, Litîn
Deakivți (în ucraineană Дяківці) este localitatea de reședință a comunei Deakivți din raionul Litîn, regiunea Vinnița, Ucraina.

## Demografie
Componența lingvistică a localității Deakivți
     Ucraineană (99,55%)
     Alte limbi (0,45%)
Conform recensământului din 2001, majoritatea populației localității Deakivți era vorbitoare de ucraineană (99,55%), existând în minoritate și vorbitori de alte limbi.